# Square Kilometre Array
El Square Kilometre Array (SKA o Matriu del Quilòmetre Quadrat) és un projecte de xarxa de radiotelescopis per a ser construït en Austràlia i Sud-àfrica el que tindria una àrea total de recollida d'aproximadament un quilòmetre quadrat. Pot funcionar en un ampli rang de freqüències i la seva grandària seria 50 vegades més sensible que qualsevol altre instrument de ràdio. Requerirà motors informàtics centrals de molt altes prestacions i enllaços de llarga distància amb una capacitat superior al corrent mundial de tràfic d'Internet. Serà capaç d'examinar el cel més de deu mil vegades més ràpid que mai abans.
Amb estacions de recepció que s'estén a una distància d'almenys 3000 quilòmetres a partir d'un nucli central concentrat, s'utilitzarà la radioastronomia per proporcionar la resolució més gran en imatges en tots els aspectes de l'astronomia. La xarxa SKA serà construïda en l'hemisferi sud, en estats subsaharians amb nuclis a Sud-àfrica i Austràlia, on la vista de la galàxia de la Via Làctia és millor i amb menys interferència de ràdio.
La construcció del SKA està programada per començar el 2018 i les observacions inicials el 2020, però el pressupost de construcció no està assegurat en aquesta etapa. El SKA es construirà en dues fases, amb la Fase 1 (2018-2023) que representa al voltant del 10% de la capacitat de tot el telescopi. La Fase 1 del SKA va ser arrodonit amb un cost de 650 milions d'euros en 2013, mentre que el cost de la Fase 2 encara no s'ha establert. La seu del projecte es troba a l'Observatori Jodrell Bank, en el Regne Unit.